# Fritz Schulz (skådespelare)
Fritz Schulz född 25 april 1898 i Karlsbad, död 9 maj 1972 i Zürich, var en tysk-österrikisk regissör och skådespelare. 

## Regi (i urval)
- 1936 – Skeppsbrutne Max
- 1936 – Rendezvous im Paradies
- 1935 - Letzte Liebe

## Filmografi (roller i urval)
- 1960 - Der Hauptmann von Köpenick (TV)
- 1930 - Walzer im Schlafcoupe
- 1920 - Världens moral och kärlekens